# Márton Gyula
Márton Gyula (Nagymon, 1916. december 27. – Kolozsvár, 1976. április 4.) erdélyi magyar nyelvész, egyetemi tanár. A romániai magyar nyelvjáráskutatás kiemelkedő alakja.

## Életútja
Középiskolai tanulmányait a zilahi Wesselényi Kollégiumban végezte (1936), az I. Ferdinand-Egyetemen magyar-román tanári képesítést szerzett (1940). Pályáját a dési állami főgimnáziumban kezdte meg, de két év után az Erdélyi Tudományos Intézetbe került nyelvjáráskutatóként. A nagymoni népnyelv igetövei és igealakjai címen megírt és a Kolozsvárra visszaköltözött Ferenc József Tudományegyetemen megvédett doktori disszertációja (1942) után az erdélyi magyar nyelvatlasz megteremtésére irányuló tervmunkákat segített megvalósítani. Nemcsak Kolozsvár és vidéke magyar nyelvföldrajzi felvételezését végezte el, hanem részt vett az ETI-nek a Borsa völgyében kezdeményezett kutatómunkájában is.
Orosz hadifogságból (1944–47) hazatérve a kolozsvári Református Kollégium tanára lett, 1948 őszétől előadótanár a Bolyai Tudományegyetem magyar nyelvészeti tanszékén. 1950-től egyetemi tanár, majd tanszékvezető, a filológiai kar dékánja (1952–56), rektorhelyettes (1956-59). A kutatás anyagi és személyi feltételeinek megteremtésével előmozdította a tanszék nyelvészeti feladatainak teljesítését. Előbb finnugor összehasonlító nyelvészetet, majd általános nyelvészetet és nyelvjárástant adott elő. Tagja a NyIrK és a Studia Universitatis Babeş-Bolyai szerkesztőbizottságának, beválasztják a helsinki Finnugor Társaságba.

## Munkássága

### Magyar nyelvjárástan
Fő kutatási területe a magyar nyelvjárástan, a román-magyar nyelvi kölcsönhatás és részben a helynévkutatás és szakszókincs-vizsgálat. Első tudományos közlése szülőfaluja, Nagymon helyneveiről a Kristóf-emlékkönyvben jelent meg (1939). Két Szamos menti település, Ördöngösfüzes és Árpástó helynévanyagának korszerű feldolgozását tette közzé, feldolgozta a zilahi fazekasmesterség szakszókincsét. Figyelme később a nyelvjárások felé fordult; elsősorban a romániai magyar nyelvjárások körében végzett és végeztetett nyelvföldrajzi munka emelendő ki.
Kolozsvár és vidéke nyelvföldrajzi felvételezése után a nagyarányú, minden magyarlakta településre kiterjesztendő gyűjtőmunkát – munkatársaival – a Fekete-Körös völgyi magyarság körében folytatta, 1949-től – ugyancsak munkatársakkal – összegyűjtötte és megszerkesztette a moldvai csángómagyarság nyelvjárási atlaszát (Budapest, 1992), majd kiterjesztette a gyűjtést a székelység falvaira: Csík, Gyergyó, Háromszék és Udvarhelyszék településeire. E gyűjtés anyagából készült el a székely szóföldrajzi szótár.
Maga méri fel addig elvégzett munkáját (A romániai magyar nyelvjáráskutatás egy negyedszázada. NyIrK, 1969/2) és egyben kijelöli a további feladatokat is (A romániai magyar nyelvjáráskutatás múltja és mai állása. Korunk Évkönyv, 1973). A nagyarányú romániai magyar gyűjtőmunka anyagának egy-egy kérdéscsoportját részmonográfiákban dolgozta fel, a hang- és alaktan körébe tartozó kérdések mellett érdeklődést tanúsítva a nyelvjárások szókincse iránt. Korai halála előtt még befejezte szűkebb hazája, a Szilágyság falvaiban végzett nyelvföldrajzi kutatást. Erről szól tanulmánya, a Mutatvány a "Szilágysági Tájnyelvi Atlasz"-ból (NyIrK, 1976/1).

### Nyelvi összehasonlító vizsgálat
Munkásságában jelentős helyet foglalt el a román-magyar nyelvi összehasonlító vizsgálat. Feldolgozta a Román Nyelvatlasz munkálatainak történetét és módszerét, megvizsgálta első három kötetének magyar eredetű szókincsét, a magyar nyelv román eredetű kölcsönszavait. A részletkérdésekre, a román kölcsönszavak beilleszkedésének hang- és alaktani problémáira kitérő tanulmányai után így jelentette meg előbb Budapesten, majd a teljes adattárral kibővítve a Kriterion kiadásában is A moldvai csángó nyelvjárás román kölcsönszavai c. monográfiáját, melyben nemcsak a tárgyalt kérdésnek, hanem általában a kölcsönhatás problémájának új módszerű feldolgozását mutatta be. Ez az elméleti alapja a munkatársakkal megírt, de csak halála után megjelentetett, a magyar nyelvjárások egészére kiterjedt román szókincshatást elemző szakmunkáknak is.

### Publikációs tevékenység
Szakcikkeit és tanulmányait a NyIrK, Studia, a budapesti Magyar Nyelv és Magyar Nyelvőr, a debreceni Magyar Nyelvjárások, ill. más nyelveken a Cercetări de Lingvistică, Studii şi Cercetări de Lingvistică, Revue Roumaine de Linguistique és Orbis közölte. Nyelvművelő és nyelvi ismeretterjesztő cikkei jelentek meg a Korunk, Igaz Szó, Művelődés, Előre, Igazság, Hargita hasábjain.

### Kötetei
- A nagymoni népnyelv igetövei és igealakjai (Kolozsvár, 1942)
- A román nyelvatlasz-munkálatok története és módszere (Kolozsvár, 1943)
- Ördöngösfüzes helynevei (Kolozsvár, 1944, Erdélyi Tudományos Füzetek 174.)
- A szolnok-dobokai Árpástó helynevei (Kolozsvár, 1945, Erdélyi Tudományos Füzetek 193.)
- A kolozsmegyei Borsavölgy állatnevei (Kolozsvár, 1945)
- A zilahi fazekasmesterség (Kolozsvár, 1948)
- Írjunk, beszéljünk helyesen (1952)
- Magyar nyelvjárástan (Kolozsvár. 1960)
- A borsavölgyi nyelvjárás igetövei és igealakjai (Budapest, 1962)
- Tájszók Kalotaszegről és környékéről (Gálffy Mózessel, Kolozsvár, 1965)
- A moldvai csángó nyelvjárás román kölcsönszavai (Budapest, 1969; Bukarest, 1972)
- Torjai szójegyzék (Nemes Zoltánnéval és Gálffy Mózessel, Sepsiszentgyörgy 1974)
- A magyar nyelvjárások román kölcsönszavai (Péntek Jánossal és Vöő Istvánnal, 1977)
- Székely nyelvföldrajzi szótár (Gálffy Mózessel, Budapest, 1987)
- A moldvai csángó nyelvjárás atlasza (Péntek János előszavával. I-II. Budapest, 1992)